# Machaonia urbinoi
Machaonia urbinoi är en måreväxtart som beskrevs av Attila L. Borhidi och O.Muniz. Machaonia urbinoi ingår i släktet Machaonia och familjen måreväxter. Inga underarter finns listade i Catalogue of Life.